# Scania OmniExpress
Scania OmniExpress — туристический автобус особо большой вместимости производства Scania AB.

## История
OmniExpress увидел свет в 2007 году с индексами 3.40, 3.60 и 3.20 LE. На тот момент компания Scania AB сотрудничала с финским производителем автобусов и кузовов для них Lahden Autokori Oy. Ранее компания Scania AB сотрудничала с производителем Lahden Autokori, по лицензии которого был произведён городской коммерческий низкопольный автобус Lahti Scala на шасси L94UB (позднее K UB). Сам по себе автобус Scania OmniExpress вытеснил с конвейера автобусы Lahden Autokori Lahti Falcon и Lahti Eagle.
В апреле 2011 года был произведён автобус Scania модели OmniExpress 3.20, который пришёл на смену автобусам Lahti Flyer 520 и Scania OmniLine, снятого с производства в 2009 году.
В августе 2013 года автобусы Lahti Scalas были вытеснены с конвейера обновлённым Scania OmniExpress 3.20. В апреле 2014 года появились газомоторные модели LK 305 IB4x2NB OmniExpress 3.20. 15 октября 2015 года был анонсирован автобус Scania Interlink в качестве преемника семейства OmniExpress на выставке Busworld в Кортрейке. В 2017 году производство Scania OmniExpress было заморожено.